# رنینگتون
رنینگتون (به انگلیسی: Rennington) یک روستا و محله مدنی در بریتانیا است که در نورث‌آمبرلند واقع شده‌است. رنینگتون ۳۳۶ نفر جمعیت دارد.